# جيسي آيزينبيرغ
جيسي آدام آيزنبيرغ (بالإنجليزية: Jesse Adam Eisenberg)‏ ولد يوم 5 أكتوبر 1983، هو ممثل ومؤلف وكاتب مسرحي أمريكي. بدأ مسيرته التلفزيونية من خلال المسلسل الكوميدي-الدرامي كن واقعيا (1999–2000). بعد دوره البارز في فيلم روجر المراوغ (2002) ظهر في عدة أفلام من بينها: نادي الإمبراطور (2002)، القرية (2004)، الحبار والحوت (2005)، التعليم الخاص بتشارلي بانكس (2007). في عام 2006 فاز بجائزة النجم الصاعد لمهرجان فيل السينمائي وذلك لدوره في فيلم The Living Wake.

## حياته
ولد آيزينبيرغ في كوينز، نيويورك وترعرع في بلدة إيست برونزويك، نيوجيرسي. أمه آمي ووالده باري آيزينبيرغ، لديه أختين هما: هالي كيت آيزينبيرغ ممثلة سابقة إشتهرت بأدائها إعلانات بيبسي، و كيري آيزينبيرغ والتي عملت أيضا كممثلة.
ينحدر من عائلة يهودية علمانية، تعود أصولها إلى بولندا وأوكرانيا. بدأ حياته الفنية ممثلاً في مسرح المدرسة، عندما كان في العاشرة من عمره، درس الهندسة المعمارية المعاصرة في قرية غرينيتش في نيويورك، و قدم طلباً، للالتحاق بالجامعة، إلا أنه ألغى التقديم، من أجل إكمال دور في فيلم.

## أعماله

### فيلم
| سنة  | عنوان                          | دور                                               | ملاحظات                                    |
| ---- | ------------------------------ | ------------------------------------------------- | ------------------------------------------ |
| 2002 | روجر المراوغ                   | نيك                                               |                                            |
| 2002 | نادي الإمبراطور                | لويس ماسودي                                       |                                            |
| 2004 | القرية (فيلم)                  | Jamison                                           |                                            |
| 2005 | الحبار والحوت [الإنجليزية]     | Walt Berkman                                      |                                            |
| 2005 | Cursed                         | Jimmy Myers                                       |                                            |
| 2007 | The Education of Charlie Banks | Charlie Banks                                     |                                            |
| 2007 | ذا هانتنج بارتي (فيلم)         | Benjamin Strauss                                  |                                            |
| 2007 | One Day Like Rain              | Mark                                              |                                            |
| 2007 | The Living Wake                | Mills Joaquin                                     |                                            |
| 2009 | Some Boys Don't Leave          | Boy                                               | فيلم قصير                                  |
| 2009 | أدفنتورلاند (فيلم)             | James Brennan                                     |                                            |
| 2009 | Beyond All Boundaries          | Lt. Fiske Hanley / Sgt. Benjamin McKinney (voice) | فيلم قصير                                  |
| 2009 | زومبي لاند                     | Columbus                                          |                                            |
| 2010 | Holy Rollers                   | Sam Gold                                          |                                            |
| 2010 | Camp Hell                      | Daniel Jacobs                                     | Direct-to-DVD                              |
| 2010 | Solitary Man                   | Daniel Cheston                                    |                                            |
| 2010 | الشبكة الاجتماعية              | مارك زوكربيرغ                                     |                                            |
| 2011 | Rio                            | Blu (voice)                                       |                                            |
| 2011 | 30 دقيقة أو أقل                | Nick Davis                                        |                                            |
| 2012 | Why Stop Now                   | Eli Bloom                                         |                                            |
| 2012 | Free Samples                   | Tex                                               |                                            |
| 2012 | إلى روما مع الحب               | Jack                                              |                                            |
| 2013 | He's Way More Famous Than You  | Himself                                           |                                            |
| 2013 | الآن أنت تراني                 | J. Daniel "Danny" Atlas                           |                                            |
| 2013 | Night Moves                    | Josh Stamos                                       |                                            |
| 2013 | المزدوج (فيلم 2013)            | Simon James / James Simon                         | جائزة أفضل ممثل في مهرجان أبوظبي السينمائي |
| 2014 | ريو 2                          | Blu (voice)                                       |                                            |
| 2015 | نهاية الرحلة                   | ديفيد ليبسكي                                      |                                            |
| 2015 | أعلى من القنابل ‏               | Jonah                                             |                                            |
| 2015 | أميريكان أولترا (فيلم)         | Mike Howell                                       |                                            |
| 2016 | باتمان ضد سوبرمان: فجر العدالة | ليكس لوثر                                         |                                            |
| 2016 | الآن أنت تراني 2               | J. Daniel "Danny" Atlas                           | Post-production                            |
| 2016 | Café Society                   | James                                             | Post-production                            |

### تلفزيون
| سنة       | عنوان                        | دور               | ملاحظات |
| --------- | ---------------------------- | ----------------- | --- |
| 1999–2000 | Get Real                     | Kenny Green       | 22 episodes Nominated—جائزة الفنان الصغير for Best Performance in a TV Series – Young Ensemble Nominated—جائزة اختيار المراهقين for Choice TV Drama Nominated—جائزة اختيار المراهقين for Choice Breakout TV Show |
| 2001      | Lightning: Fire from the Sky | Eric Dobbs        | Television film |
| 2011      | ساترداي نايت لايف            | المضيف            | حلقة: "جيسي آيزينبيرغ/نيكي ميناج" |
| 2012      | غرفة الأخبار (مسلسل أمريكي)  | Eric Neal (voice) | Uncredited حلقة: "We Just Decided To" |
| 2014      | العائلة الحديثة              | آشر               | حلق: "Under Pressure" |

## الجوائز والترشيحات
| قائمة الجوائز والترشيحات | قائمة الجوائز والترشيحات            | قائمة الجوائز والترشيحات | قائمة الجوائز والترشيحات | قائمة الجوائز والترشيحات | قائمة الجوائز والترشيحات |
| السنة                    | المهرجان                            | الجائزة                  | الفيلم                   | النتجة                   | مرجع                     |
| ------------------------ | ----------------------------------- | ------------------------ | ------------------------ | ------------------------ | ------------------------ |
| 2025                     | جوائز الأكاديمية البريطانية للأفلام | أفضل سيناريو أصلي        | A Real Pain              | فوز                      | [ 3 ]                    |

## روابط خارجية
- جيسي آيزينبيرغ على موقع IMDb (الإنجليزية)
- جيسي آيزينبيرغ على موقع روتن توميتوز (الإنجليزية)
- جيسي آيزينبيرغ على موقع مونزينجر (الألمانية)
- جيسي آيزينبيرغ على موقع ألو سيني (الفرنسية)
- جيسي آيزينبيرغ على موقع ميوزك برينز (الإنجليزية)
- جيسي آيزينبيرغ على موقع تيرنر كلاسيك موفيز (الإنجليزية)
- جيسي آيزينبيرغ على موقع أول موفي (الإنجليزية)
- جيسي آيزينبيرغ على موقع بوكس أوفيس موجو (الإنجليزية)
- جيسي آيزينبيرغ على موقع قاعدة بيانات برودواي على الإنترنت (الإنجليزية)
- جيسي آيزينبيرغ على موقع قاعدة بيانات الأفلام السويدية (السويدية)